# Émile Aldebert
Émile Aldebert, nacido el 28 de agosto de 1828 en Millau y fallecido el 7 de marzo de 1924 en Marsella, fue un escultor francés.

## Datos biográficos
Émile Aldebert se trasladó a Marsella en 1837 e hizo sus estudios en la escuela de Bellas Artes bajo la dirección de Émile Loubon. Expuso en el Salón de París donde obtuvo menciones de honor en 1883 y 1886. Las grandes construcciones del Segundo Imperio Francés, le dieron la oportunidad de demostrar su talento y obtener una sólida reputación como trabajador de elementos ornamentales. Esculpió el frontón de la antigua Facultad de ciencias donde representó alegorías de la Ciencia y de la Industria; este edificio que se encuentra ubicado en la actual plaza de Léon Blum, fue destruido durante los bombardeos del 27 de mayo de 1944. Colaboró en la decoración del palacio de justicia (Leones y escudos de armas de la fachada norte) y de la biblioteca de la época (actual Palais des Arts de Marsella). Realizó diferentes monumentos conmemorativos: Dr Louis Barthélemy (busto en bronce) en Aubagne, general Gaffory en Corte, mausoleo de Isidore Moricelly situado en la capilla del hôtel-Dieu en Carpentras así como un busto del obispo Inguimbert en el museo de esa ciudad, y C. Monier y Roche en Eyguières. En 1860 realizó la decoración del castillo Régis situado en el n.º 59 de la Avenida de Saint-Menet en Marsella.

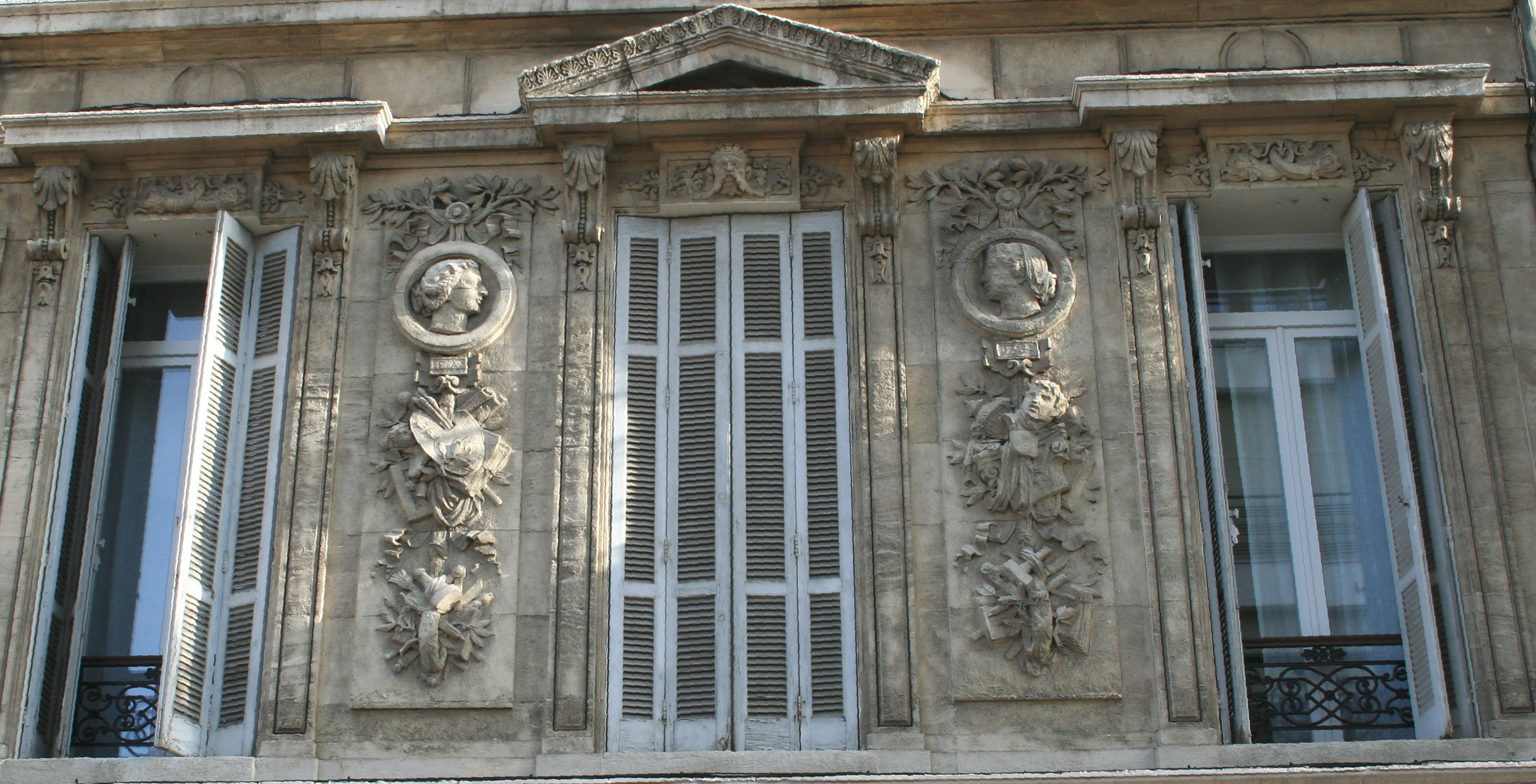
Fachada del edificio
del n.º 11 de la rue Louis Morel
Primer piso
Esculturas de Émile Aldebert

Es sobresaliente también su carrera dentro de la administración pública: fue nombrado en 1874 profesor de modelado y en 1884 profesor de escultura. Fue recibido en la Academia de Marsella el 24 de abril de 1884.
Falleció en su domicilio, situado en el n.º 11 de la calle Louis Morel (entonces llamada calle del obelisco) donde había decorado ricamente la fachada. Un grupo ornamental adorna la parte superior de la puerta, delfines y leones pasan por encima de las máscaras de las ventanas del segundo piso. En el primer piso, sobre cada uno de los vanos, entre las ventanas dos medallones con mujeres de perfil a modo de trofeos alegóricos de la pintura y la escultura. Estos medallones representan a la esposa y la hija del artista.

## Obras

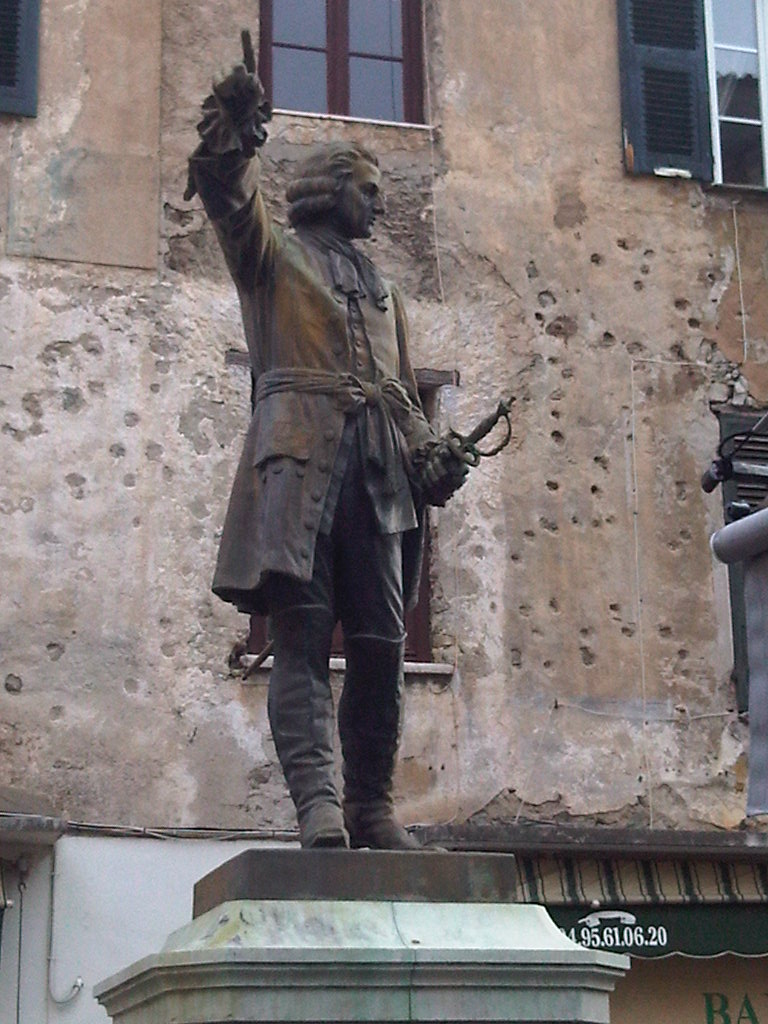
Estatua de Jean-Pierre Gaffory, Corte (Córcega).

Entre las mejores y más conocidas obras de Émile Aldebert se incluyen las siguientes:
- Dos fuentes (1867) representando una la marina y otra la agricultura para la villa de Sanary-sur-mer (Var)

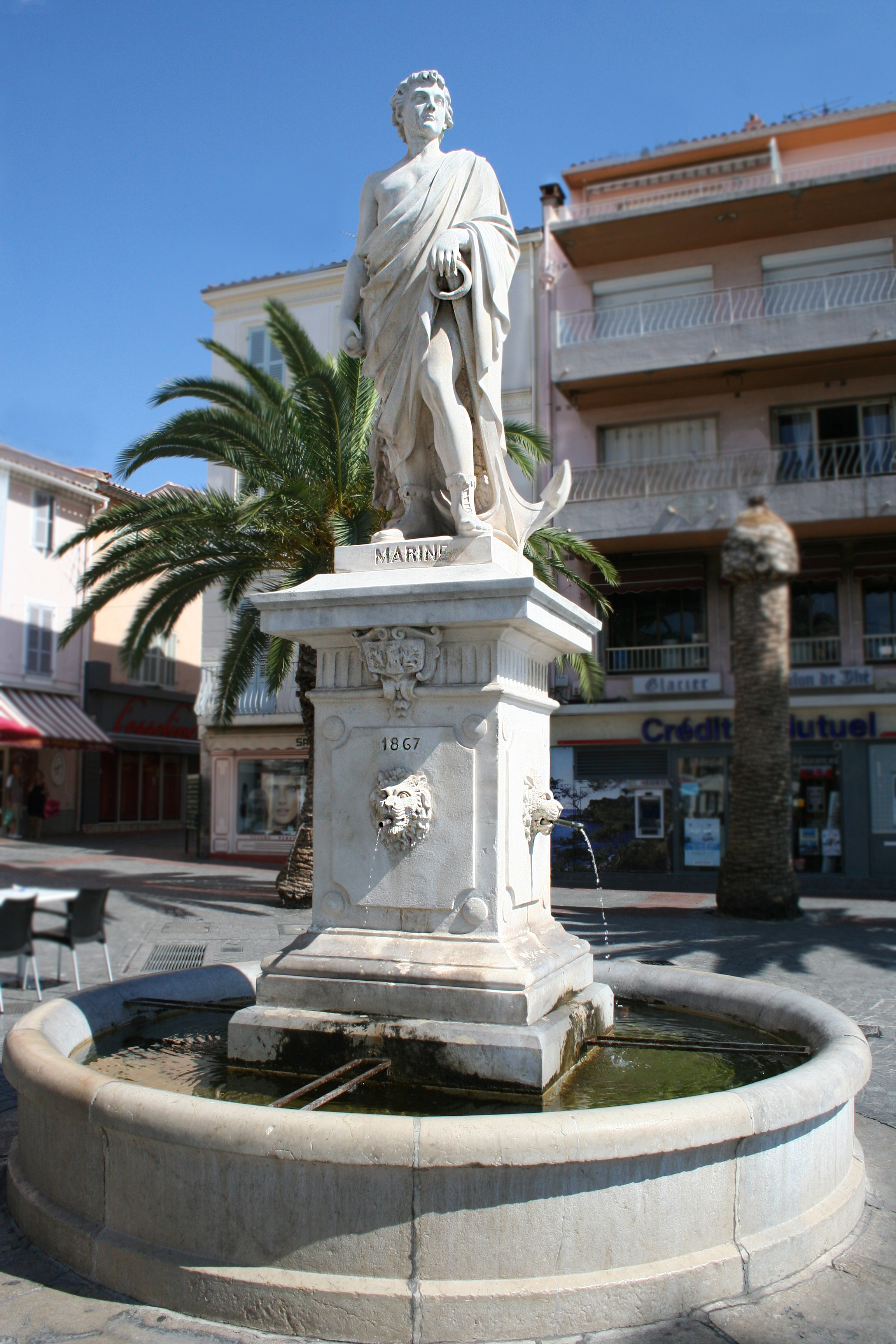
Estatua de 1867 alegoría de la marina realizada por Émile Aldebert e instalada en Sanary-sur-Mer
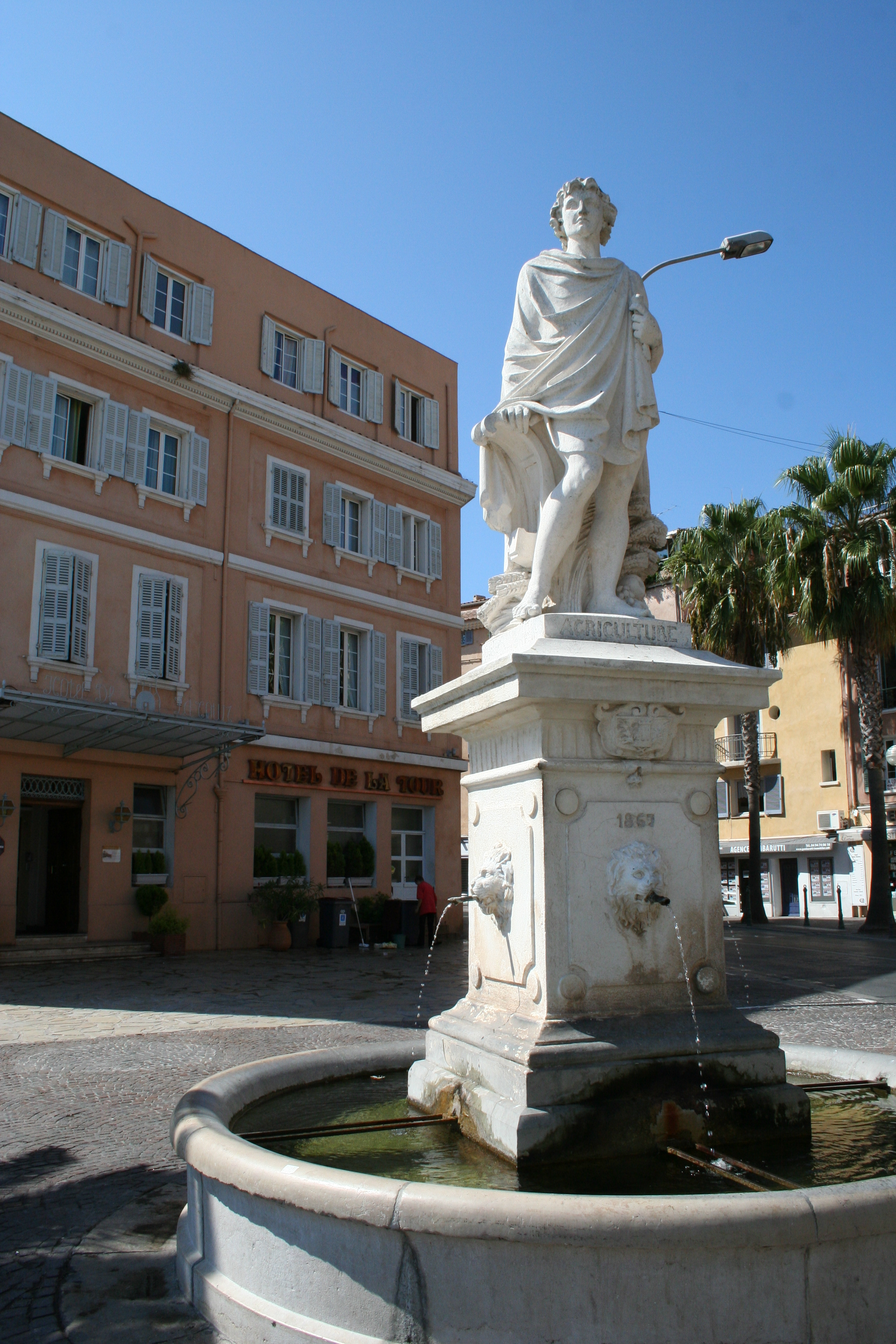
Estatua de 1867 alegoría de la agricultura realizada por Émile Aldebert e instalada en Sanary-sur-Mer

- Ariadna y Axos (en francés: Ariane et Axos  ),1868, estatua de mármol.
- Marianne adornando una fuente de Méounes-lès-Montrieux instalada en la Grande rue.
- Hombre joven amaestrando un pájaro (del francés: Jeune homme apprivoisant un oiseau ) 1870
- Estatua de Jean-Pierre Gaffory, Corte (Córcega).
- Pescador en la línea (del francés: Pêcheur à la ligne),1874, estatua de bronce en el museo de Marsella.
- Mago (en francés: Bateleur ),1883, estatua de yeso en el museo de Marsella.
- Niños y cabra (del francés: Enfant et chèvre) (1886), grupo de yeso en el museo de Marsella.

- Monumento a Camille Monier en la comuna de Eyguières.[7]
- Busto del pintor Dominique Antoine Magaud,1910, se encuentra en el recibidor del conservatorio de música en el palais des Arts.[8]

- El frontón de la fachada posterior que da a la rue Grignan del Palacio de justicia de Marsella.

### Galería: obras de Émile Aldebert

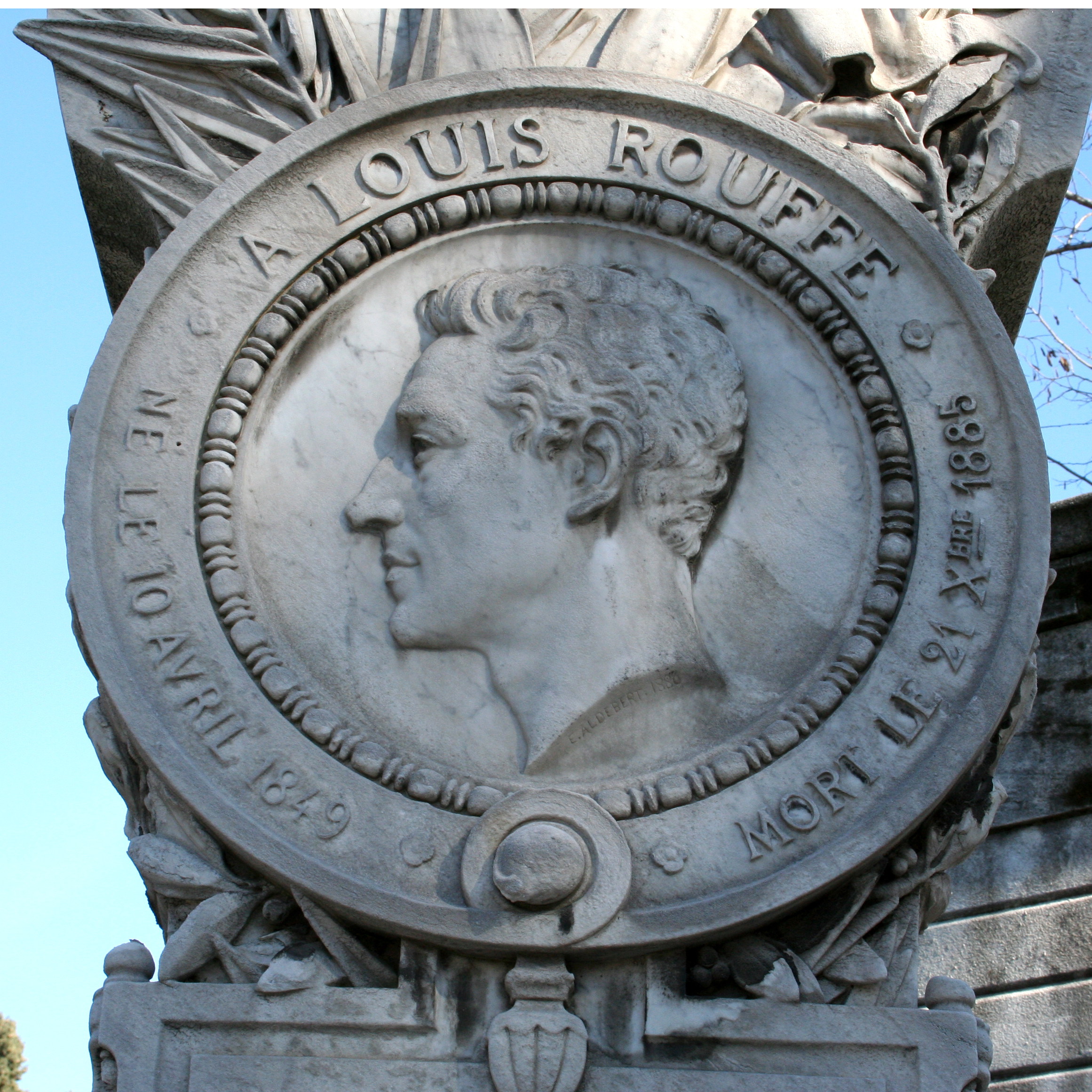
Medallón de Louis Rouffe cementerio Saint-Pierre Marsella
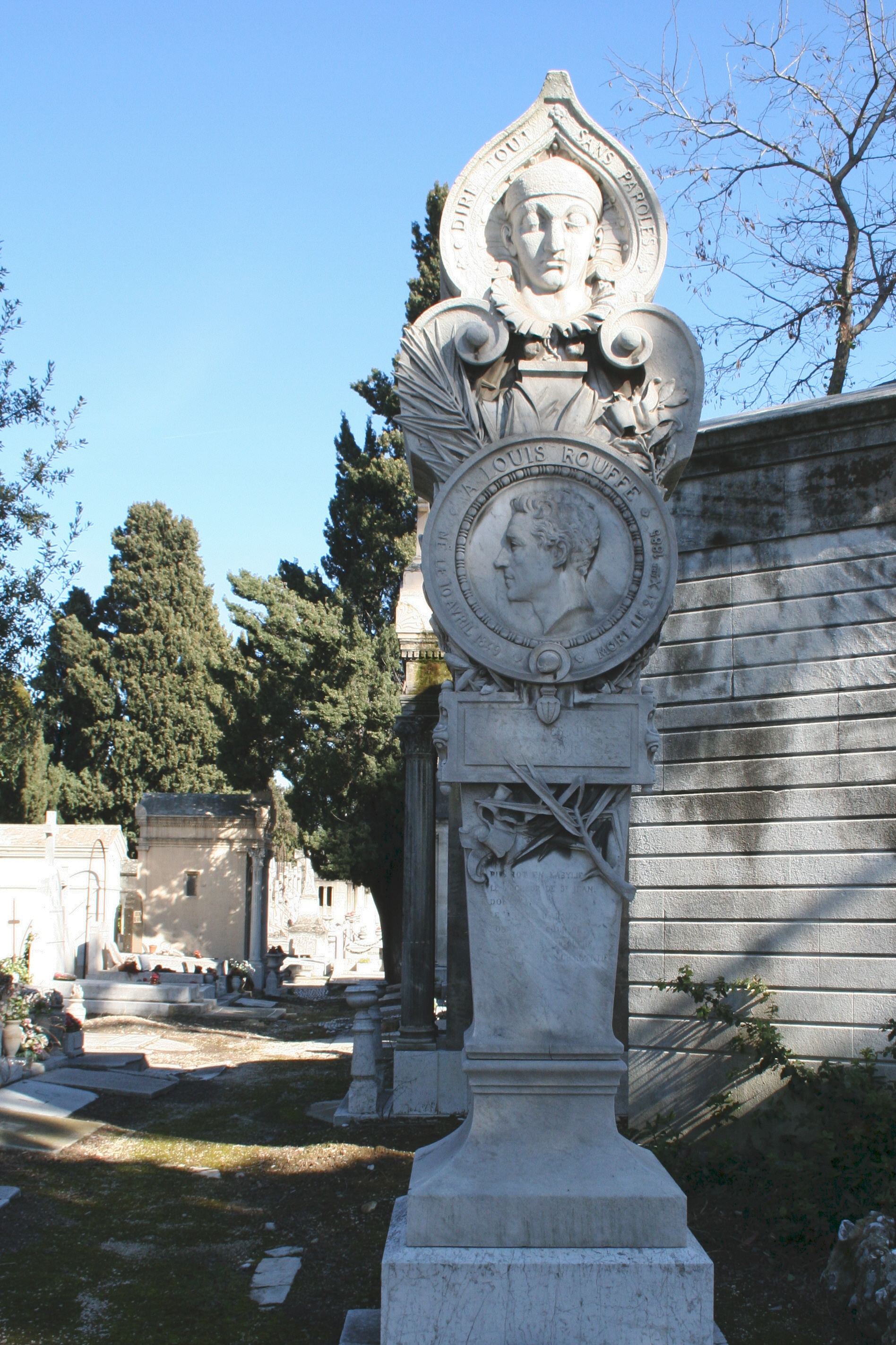
Aspecto general de la tumba de Louis Rouffe
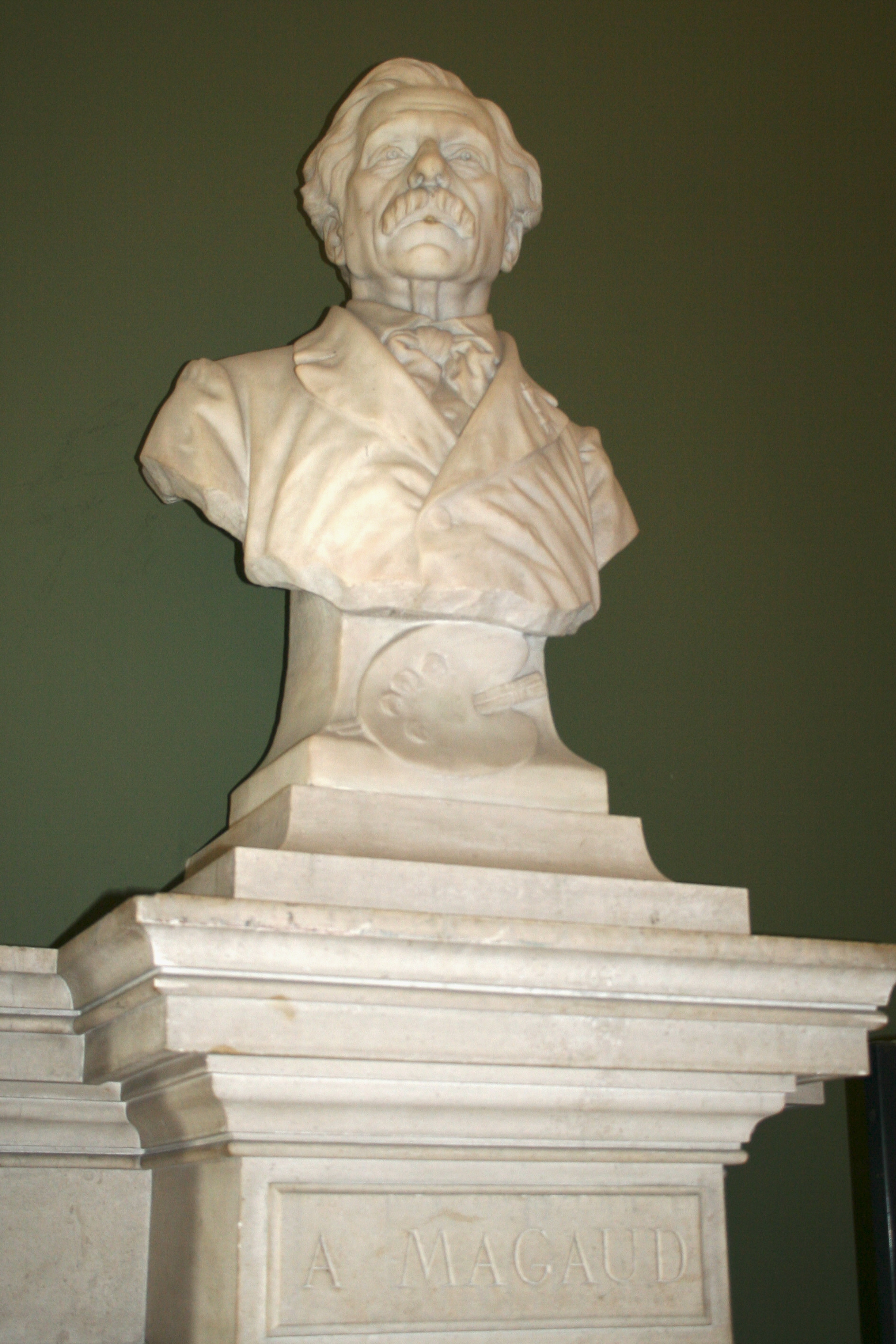
Busto de Magaud